# Oscilla galilae
Oscilla galilae is een slakkensoort uit de familie van de Pyramidellidae. De wetenschappelijke naam van de soort is voor het eerst geldig gepubliceerd in 2012 door Bogi, Karhan & Yokes.